# Mitchell Baker
Winifred Mitchell Baker (Oakland, Califórnia, 1957) é a Executive Chairwoman da Mozilla Foundation e da Mozilla Corporation, uma subsidiária da Mozilla Foundation que coordena o desenvolvimento de aplicativos de código aberto da Mozilla para a Internet, incluindo o navegador Mozilla Firefox e o cliente de e-mail Mozilla Thunderbird.
Em 2012 Baker foi induzida no Internet Hall of Fame pela Internet Society.
Em 2018, recebeu um salário de 2,4 milhões de dólares da Mozilla, um aumento de 400% desde 2008, enquanto que o market share do Firefox caiu 85% no período. Comentando a respeito, Baker salientou que seu salário seria 5x menor que a média do mercado para seu posto. Em 2020, seu salário havia aumentado para 3 milhões de dólares e em 2021, para 5 milhões. No mesmo ano, a Mozilla demitira 250 empregados devido a quedas na receita. Comentando a respeito, Baker atribuíra as dificuldades financeiras da Mozilla à pandemia de COVID-19.